# Pliska
Pliska (Bulgaars: Плиска) was de hoofdstad van het Eerste Bulgaarse Rijk tussen 681 en 893. Vandaag ligt het 20 km ten noordoosten van de stad Sjoemen, de hoofdplaats van de gelijknamige oblast. Naast de overgebleven ruïnes is er een museum.

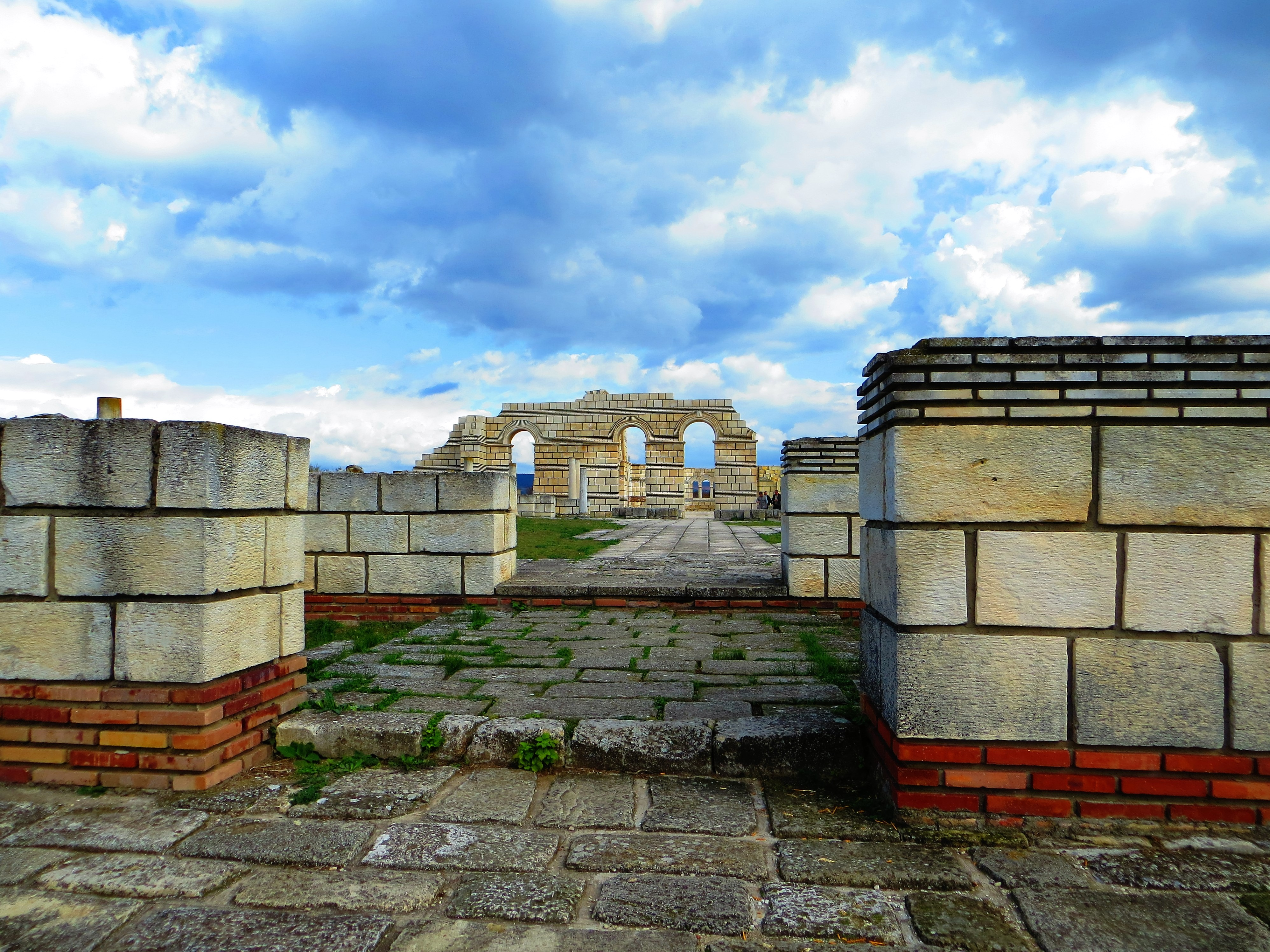

## Geschiedenis
Rond 680 staken de Bulgaren de Donau over en vielen het land binnen dat nu deel uitmaakt van het huidige Bulgarije, dat op dat moment grotendeels werd bewoond door Slavische boeren. Het Bulgaarse leger werd geleid door Asparoech, die volgens Byzantijnse kroniekschrijvers een van de vijf zonen van Koebrat was, de leider van de Onogoer–Bulgaren, die in opstand kwam tegen de Avaren en erin slaagde de verschillende Bulgaarse groepen die ten noorden van de Zwarte Zee woonden, te verenigen. Toen Asparoech en zijn krijgers het gebied ten zuiden van de Donau binnentrokken, probeerde de Byzantijnse keizer Constantijn IV dit te verhinderen. De Byzantijnse expeditie tegen de Bulgaren eindigde rampzalig, na de Slag bij Ongal moest het Byzantijnse rijk in 681 een verdrag ondertekenen waarin de Bulgaarse staat werd erkend. Asparoech onderdrukte de Slavische stammen, maar liet hun tribale organisatie intact.
In 681 maakte Asparoech van Pliska zijn hoofdstad. Op zijn hoogtepunt had de stad een oppervlakte van 21,8 km² en was het omgeven door aarden wallen. Binnen deze wallen werden kleinere stenen versterkingen gebouwd, die een paleis en gebouwen van de aristocratie bevatte. Alhoewel Pliska bijna een eeuw van groei kende, was dit geen vreedzaam tijdperk. De Bulgaren en het Byzantijnse rijk waren in de achtste eeuw en in het begin van de negende eeuw in een bijna constante staat van oorlog. Keizer Constantijn V Kopronymos voerde negen campagnes tegen de Bulgaren tussen 741 en 775. Keizer Nikephoros I slaagde erin in 811 de stad met de grond gelijk te maken. (Zie Slag bij Pliska).
Khan Boris I van Bulgarije (853-889) bekeerde zich tot het christendom. Uit die periode dateert de Grote Basiliek. Simeon, de zoon van Boris, leidde een religieus leven in een klooster in Preslav. Nadat zijn broer Vladimir van de troon werd gestoten, werd Simeon in 893 tot khan uitgeroepen. Hij verplaatste de hoofdstad van het rijk van Pliska naar Preslav 20 km ten zuiden.
Keizer Basileios II Boulgaroktonos (976-1025) maakte een einde aan het Eerste Bulgaarse Rijk. Pliska werd tussen 969 en 972 vernietigd en nooit heropgebouwd.

## Bevolking
Op 31 december 2019 telde het stadje Pliska slechts 804 inwoners, waarmee het - op Melnik en Madzjarovo na - de kleinste stad in Bulgarije is. In de periode tussen 1934 en 2019 verloor de stad bijna 1.500 inwoners, oftewel 68% van het inwoneraantal in 1934. 
| Jaar           | 1934 | 1946 | 1956 | 1965 | 1975 | 1985 | 1992 | 2001 | 2011 | 2019 |
| Inwonersaantal | 2273 | 2018 | 1916 | 1729 | 1678 | 1450 | 1366 | 1194 | 906  | 804  |

Van de 906 inwoners reageerden er 814 op de optionele volkstelling van 2011. Zo’n 726 personen identificeerden zichzelf als etnische Bulgaren (89%), 54 personen als Bulgaarse Turken (7%) en 34 personen als ‘anders’ (4%).
De stad heeft een ongunstige leeftijdsopbouw. Van de 906 inwoners die in februari 2011 werden geregistreerd, waren er 90 jonger dan 15 jaar oud (10%), terwijl er 234 inwoners van 65 jaar of ouder werden geteld (26%).

## Afbeeldingen

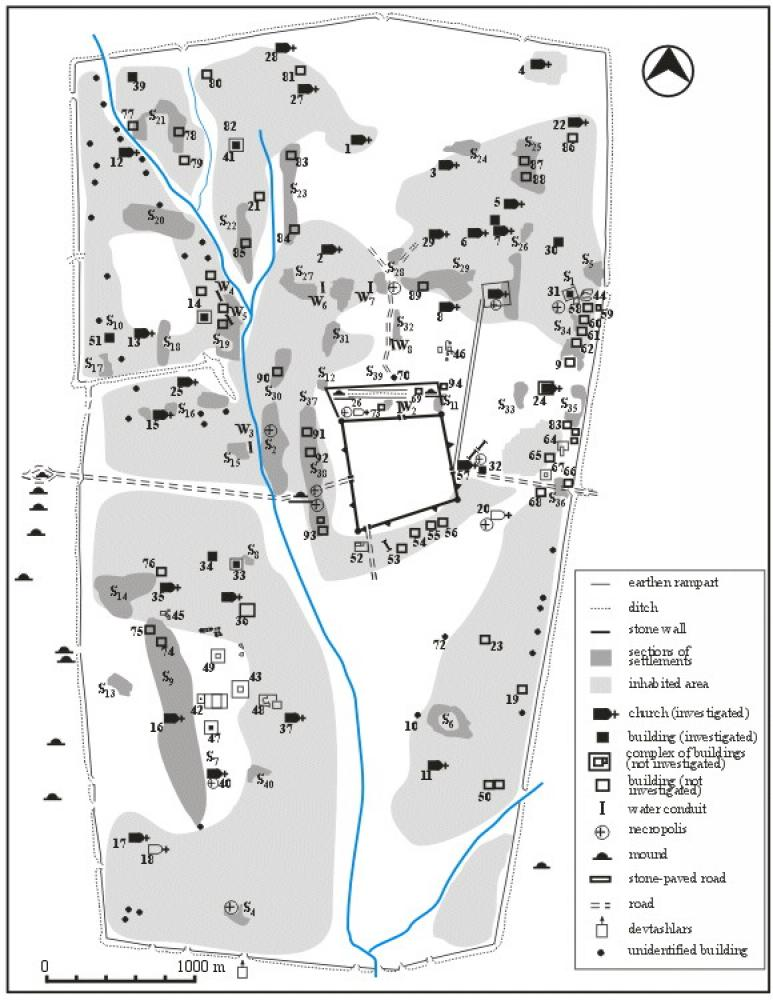
Map van de archeologische site
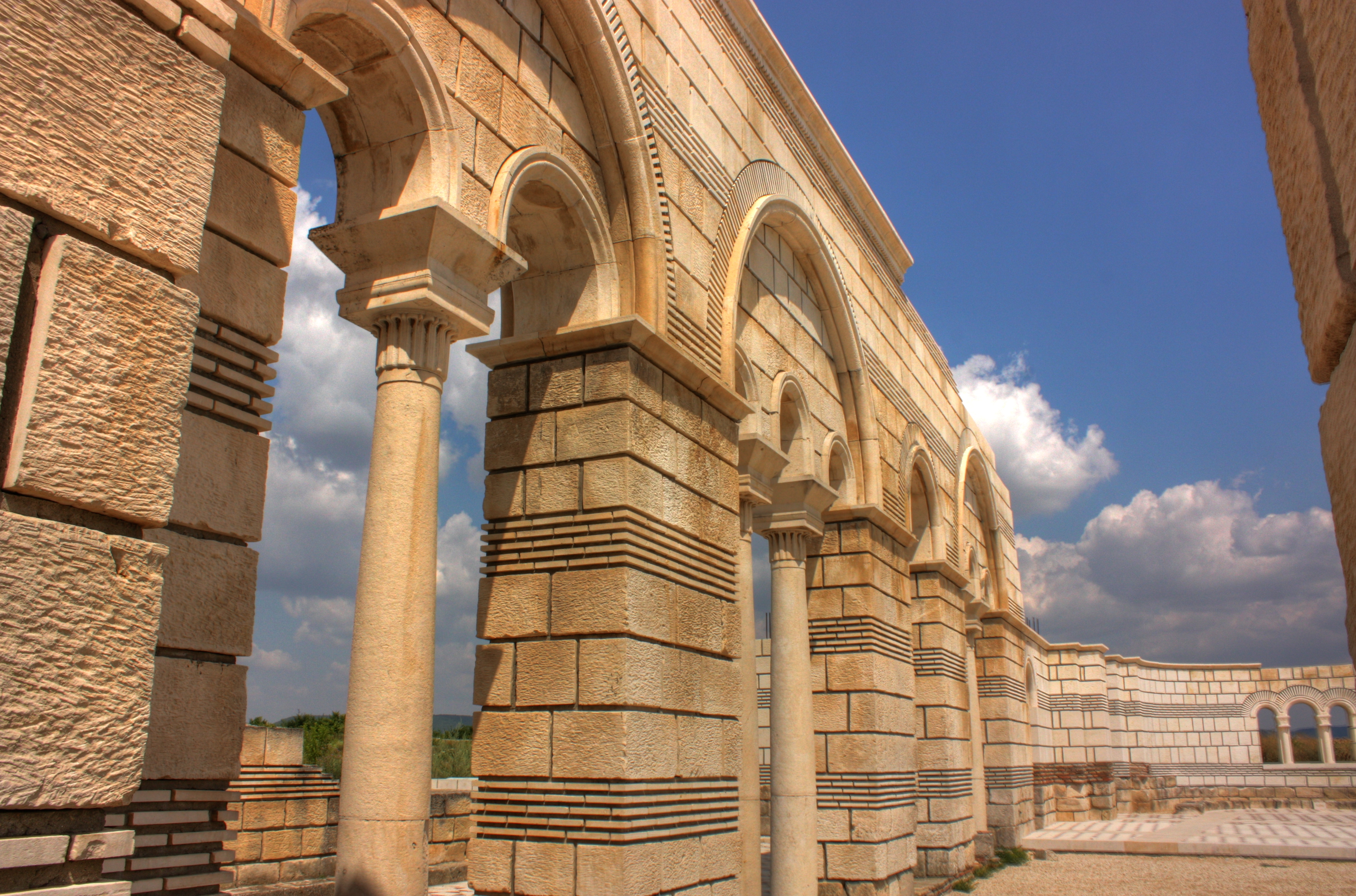
Grote Basiliek van Pliska
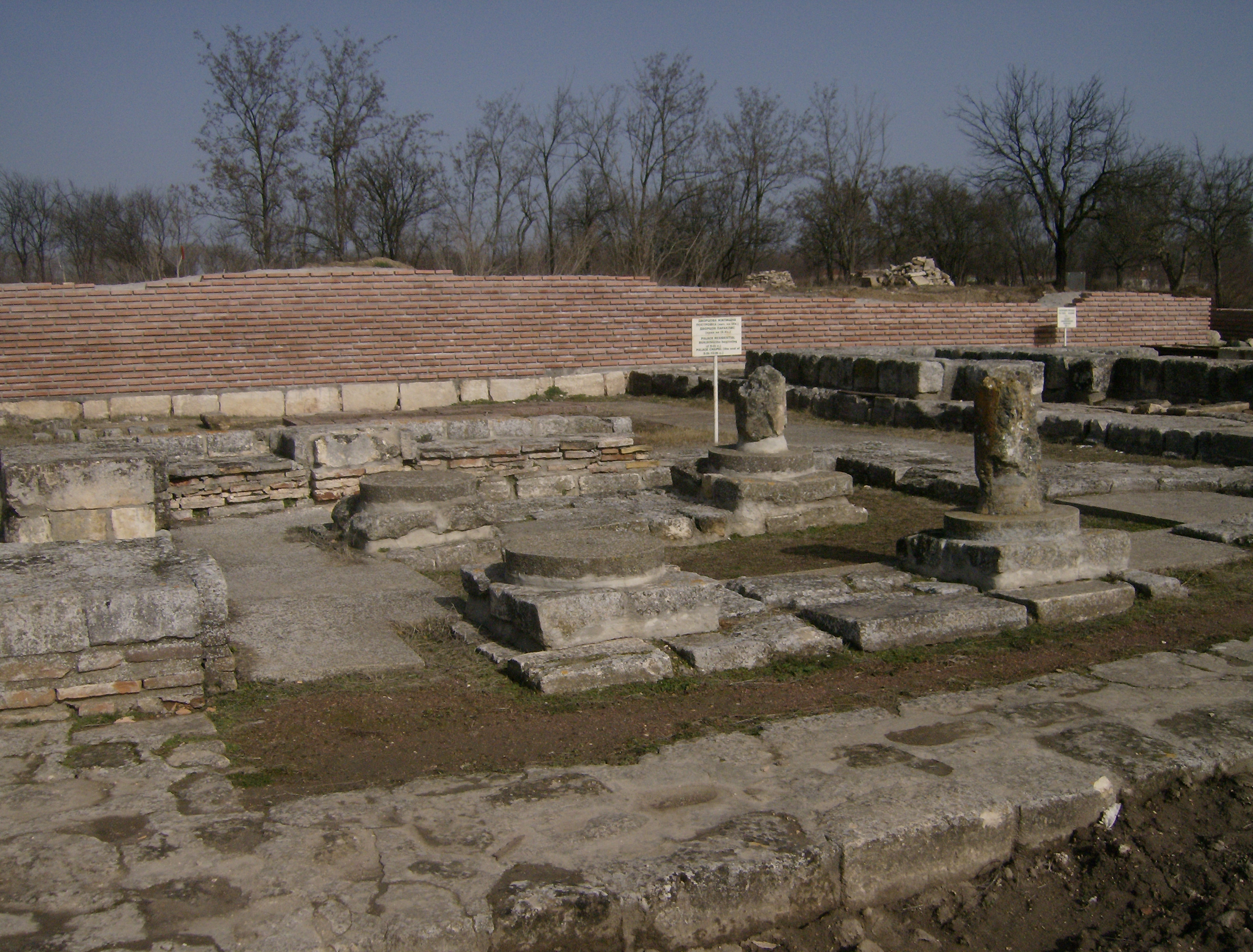
Fort van Pliska

- Library of Congress Control Number: n81011180
- Nationale Bibliotheek van Tsjechië: ge956712
- Nationale Bibliotheek van Israël: 987007548027505171
- Système universitaire de documentation: 050566237
- Virtual International Authority File: 156412154